# FC Châtelineau
FC Châtelineau was een Belgische voetbalclub uit Châtelineau. De club was bij de KBVB aangesloten met stamnummer 515.

## Geschiedenis
Football Club Châtelineau werd opgericht in 1925 en trad hetzelfde jaar toe tot de KBVB en kreeg hierbij het stamnummer 515. In 1931 bereikte de club voor het eerst de bevorderingsreeksen. Het eerste jaar eindigde de club boven de degradatieplaatsen, maar besloot alsnog vrijwillig te degraderen. Men werd het volgende seizoen meteen weer kampioen waardoor men opnieuw promoveerde naar de bevorderingsreeksen, na één jaar afwezigheid. Uiteindelijk speelde de club hier nog twee seizoenen, waarna het opnieuw degradeerde. Twee jaar later, op 25 augustus 1937, stopte de club zijn activiteiten en werd het stamnummer geschrapt.

## Resultaten
| Seizoen                      | Klasse | Klasse | Klasse | Klasse | Klasse | Klasse | Klasse | Klasse | Reeks             | Punten | Opmerkingen                                                                                     |  |
|                              | I      | II     | III    | P.II   | P.III  | P.IV   |        |        |                   |        |                                                                                                 |  |
| ---------------------------- | ------ | ------ | ------ | ------ | ------ | ------ | ------ | ------ | ----------------- | ------ | ----------------------------------------------------------------------------------------------- |  |
| Provinciaal voetbal tot 1931 |        |        |        |        |        |        |        |        |                   |        |                                                                                                 |  |
| 1931/32                      |        |        | 11     |        |        |        |        |        | Bevordering C     | 23     | Hoewel FC Châtelineau niet op een degradatieplaats stond, besloot het vrijwillig te degraderen. |  |
| 1932/33                      |        |        |        | 1      |        |        |        |        | Tweede prov. Hen. | ?      |                                                                                                 |  |
| 1933/34                      |        |        | 10     |        |        |        |        |        | Bevordering C     | 23     |                                                                                                 |  |
| 1934/35                      |        |        | 13     |        |        |        |        |        | Bevordering B     | 15     |                                                                                                 |  |
| 1935/36                      |        |        |        | ?      |        |        |        |        | Tweede prov. Hen. | ?      |                                                                                                 |  |
| 1936/37                      |        |        |        | ?      |        |        |        |        | Tweede prov. Hen. | ?      |                                                                                                 |  |